# NGC 5019
NGC 5019 is een balkspiraalstelsel in het sterrenbeeld Maagd. Het hemelobject werd op 17 april 1786 ontdekt door de Duitse astronoom William Herschel.

## Synoniemen
- NGC 5019
- UGC 8288
- MCG 1-34-9
- ZWG 44.27
- IRAS13101+0459
- PGC 45885